# Uquía

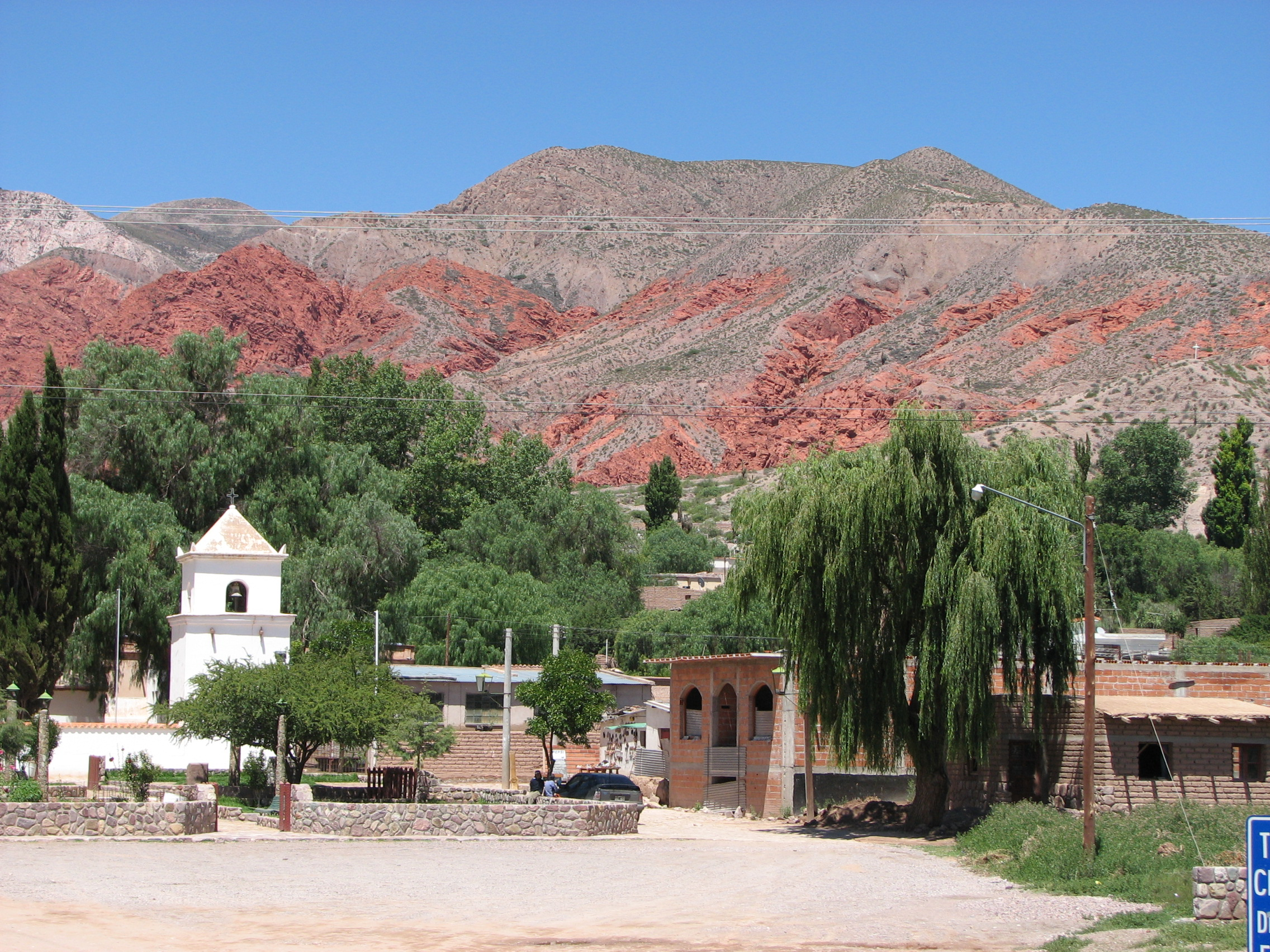
Village d'Uquía

Uquía est un village argentin de la province de Jujuy, dans le département de Humahuaca. Situé à 2 824 m d'altitude, dans la Quebrada de Humahuaca, il regroupe 525 habitants.

## Géographie
Uquía est situé dans la Quebrada de Humahuaca, à 2 824 m d'altitude. Le village est accessible par la route nationale 9, qui mène, au nord, à Humahuaca (12 km) et à La Quiaca (167 km), et au sud à Tilcara (30 km), Purmamarca (57 km) et San Salvador de Jujuy (116 km).

## Toponyme
Uquía tire son nom de celui d'un peuple indigène appartenant à la confédération des Omaguacas.

## Lieux et monuments

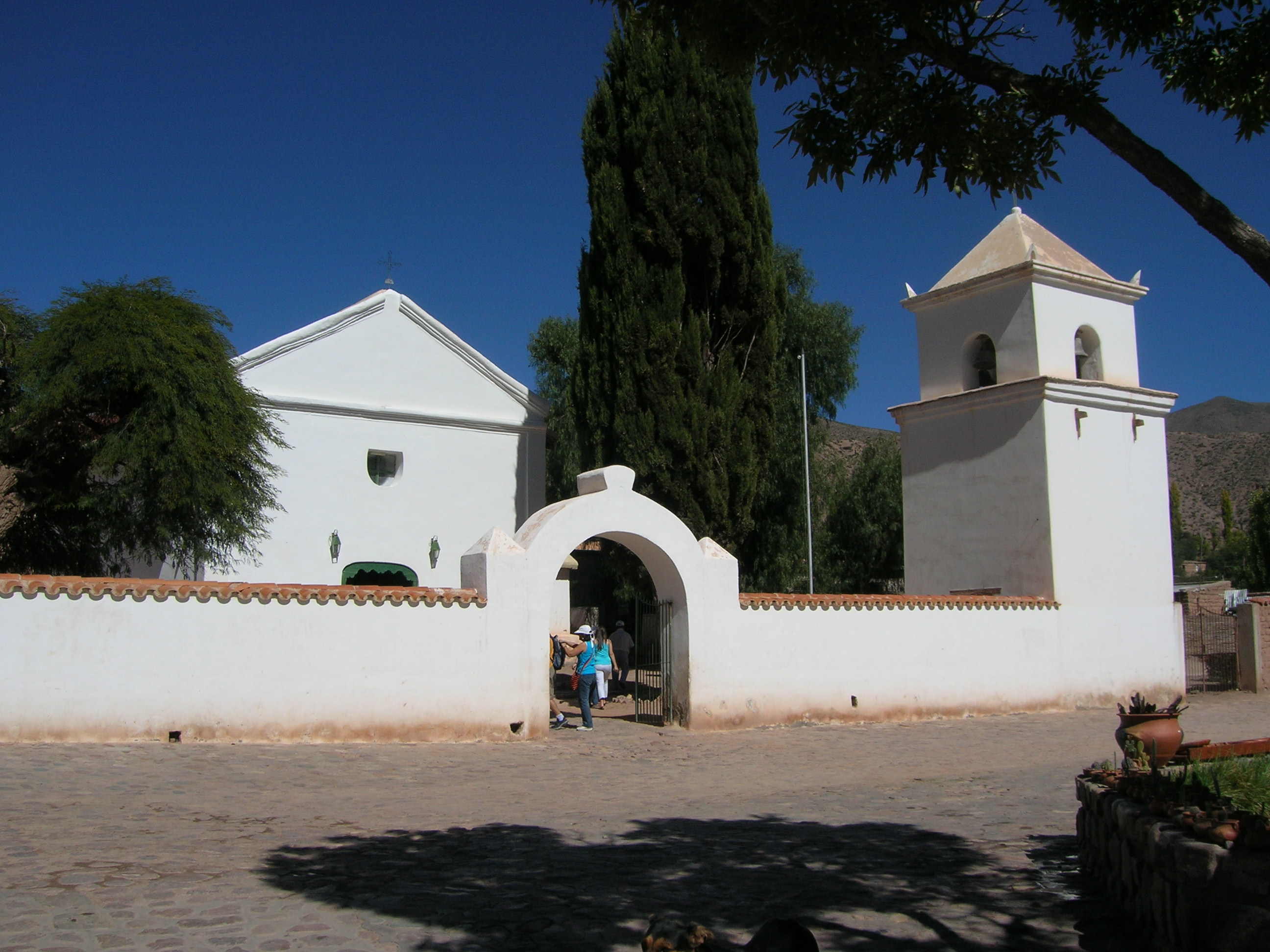
Église coloniale d'Uquía

L'église coloniale d'Uquía, construite en 1691, a subi très peu de modifications. Elle a été déclarée Monument historique national en 1941.

## Personnages
- Pedro Lozano (1697-1752), jésuite, ethnographe et historien espagnol, considéré comme le père de l'histoire scientifique argentine, serait mort à Uquía et enterré dans la nef de l'église.

## Économie
- Agriculture, élevage de vigognes